# Lindsaea terrae-reginae
Lindsaea terrae-reginae är en ormbunkeart som beskrevs av K. U. Kramer. Lindsaea terrae-reginae ingår i släktet Lindsaea och familjen Lindsaeaceae. Inga underarter finns listade.